# Androgeósz
Androgeósz (görög betűkkel Ἀνδρόγεως) görög mitológiai alak, krétai királyfi, Minósz és Pasziphaé fia. Fiai, Szthenelosz és Alkaiosz Héraklész társai lettek a kilencedik feladat végrehajtásában.
Androgeósz kiváló atléta volt, egyszer részt vett Athénban a Pánathénaia-ünnep versenyein, ahol a hazai atlétákat megelőzve minden versenyszámot megnyert. Aigeusz, a város királya emiatt orvul megölette. Minósz emiatt hadjáratot vezetett Athén ellen, s szörnyű adót vetett ki a városra: kilenc évenként hét szüzet és hét ifjút kellett Athénnek küldenie Krétára a Minótaurosznak szánt áldozatképp. Az athéniak ebbe csak akkor egyeztek bele, amikor a körülzárt városban már éhség és járványok pusztítottak, és egy jósda ajánlotta a krétai feltételek elfogadását. Ez adó elől később Thészeusz hőstette mentesítette Athént. A mítosz egy későbbi változata szerint Aszklépiosz visszaadta Androgeósz életét. Egy athéni monda szerint nem Aigeusz okozta Androgeósz halálát, hanem Poszeidón bikája, amelyet Héraklész hozott át Krétából, s amelyet végül Thészeusz ölt meg.
Androgeószt Aszklépiosz felélesztette.